# Unidad Habitacional Noventa y Cinco
Unidad Habitacional Noventa y Cinco är en ort i Mexiko.   Den ligger i kommunen Santiago Juxtlahuaca och delstaten Oaxaca, i den sydöstra delen av landet, 260 km sydost om huvudstaden Mexico City. Unidad Habitacional Noventa y Cinco ligger 1 698 meter över havet och antalet invånare är 173.
Terrängen runt Unidad Habitacional Noventa y Cinco är huvudsakligen lite bergig. Unidad Habitacional Noventa y Cinco ligger nere i en dal. Runt Unidad Habitacional Noventa y Cinco är det ganska glesbefolkat, med 42 invånare per kvadratkilometer. Närmaste större samhälle är Santiago Juxtlahuaca, 3,7 km söder om Unidad Habitacional Noventa y Cinco. I omgivningarna runt Unidad Habitacional Noventa y Cinco växer huvudsakligen savannskog.